# Elysburg
Elysburg ist ein Census-designated place (CDP) in der Ralpho Township in Northumberland County, Pennsylvania in den USA. Der Ort liegt siebzig Meilen (112 km) nördlich von Harrisburg. Das U.S. Census Bureau hat bei der Volkszählung 2020 eine Einwohnerzahl von 2.152 ermittelt. Hier und zum Teil jenseits der Countygrenze befindet Knoebels Amusement Park mit mehreren Fahrgeschäften.

## Geographie
Elysburg liegt nördlich der Gilgers Ridge, die ungefähr in West-Ost-Richtung durch die Ralpho Township streicht, in einer sanft welligen Landschaft, doch gibt es steile Anstiege im nordöstlichen Bereich des CDPs. Siedlungsfläche und Farmland wechseln sich ab, und es gibt bewaldete Flächen.
Elysburg liegt an der Pennsylvania Route 54 (Market Street) und der Pennsylvania Route 487 (Valley Avenue) und erstreckt sich entlang dieser beiden Hauptstraßen und einiger von ihnen direkt oder indirekt abgehenden Nebenstraßen, von denen die Center Street und die Penn Avenue die größten sind.

## Demographie
Zum Zeitpunkt des United States Census 2000 bewohnten Elysburg 3937 Personen. Die Bevölkerungsdichte betrug 273,3 Personen pro km². Es gab 909 Wohneinheiten, durchschnittlich 120,2 pro km². Die Bevölkerung in Elysburg bestand zu 99,4 % aus Weißen, 0,1 % Schwarzen oder African American, 0,1 % Native American, 02 % Asian, 0 % Pacific Islander, 0 % gaben an, anderen Rassen anzugehören und 0,2 % nannten zwei oder mehr Rassen. 0,5 % der Bevölkerung erklärten, Hispanos oder Latinos jeglicher Rasse zu sein.
Die Bewohner Elysburgs verteilten sich auf 855 Haushalte, von denen in 29,9 % Kinder unter 18 Jahren lebten. 60,5 % der Haushalte stellten Verheiratete, 8,0 % hatten einen weiblichen Haushaltsvorstand ohne Ehemann und 30,6 % bildeten keine Familien. 28,0 % der Haushalte bestanden aus Einzelpersonen und in 15,6 % aller Haushalte lebte jemand im Alter von 65 Jahren oder mehr alleine. Die durchschnittliche Haushaltsgröße betrug 2,35 und die durchschnittliche Familiengröße 2,86 Personen.
Die Bevölkerung verteilte sich auf 22,4 % Minderjährige, 4,0 % 18–24-Jährige, 24,8 % 25–44-Jährige, 25,7 % 45–64-Jährige und 23,1 % im Alter von 65 Jahren oder mehr. Der Median des Alters betrug 44 Jahre. Auf jeweils 100 Frauen entfielen 90,2 Männer. Bei den über 18-Jährigen entfielen auf 100 Frauen 84,7 Männer.
Das mittlere Haushaltseinkommen in Elysburg betrug 43.222 US-Dollar und das mittlere Familieneinkommen erreichte die Höhe von 51.211 US-Dollar. Das Durchschnittseinkommen der Männer betrug 45.507 US-Dollar, gegenüber 31.985 US-Dollar bei den Frauen. Das Pro-Kopf-Einkommen belief sich auf 20.897 US-Dollar. 9,0 % der Bevölkerung und 4,6 % der Familien hatten ein Einkommen unterhalb der Armutsgrenze, davon waren 9,5 % der Minderjährigen und 10,0 % der Altersgruppe 65 Jahre und mehr betroffen.

## Persönlichkeiten
- Henry Hynoski (* 1988), Footballspieler und Super-Bowl-Gewinner